# Sjani
Sjani (georgiska: შანი), även Sjavani (georgiska: შავანა) eller Sjan (ryska: Шан), är ett berg mellan nordöstra Georgien och Ryssland. Toppen på Sjani är 4 451 meter över havet.